# Midtre Tverråtinden
De Midtre Tverråtinden is een berg behorende bij de gemeente Lom in de provincie Oppland in Noorwegen. De berg, gelegen in Nationaal park Jotunheimen, heeft een hoogte van 2302 meter.
De Midtre Tverråtinden is onderdeel van het gebergte Jotunheimen.